# 田中愛実
田中 愛実（たなか あみ、1990年7月13日 - ）は、日本の俳優。東京都出身。2011年からミュージカルカンパニー イッツフォーリーズに所属。日本工学院八王子専門学校 声優・俳優科卒。

## 出演

### 舞台
- ミュージカル「聲の形」(2023年 サンシャイン劇場) - 硝子の母 役
- ミュージカル「おれたちは天使じゃない」(2021年 全国公演、俳優座劇場)
- ミュージカル「マイストーリー」(2019年)
- ミュージカル「ゲゲゲの鬼太郎 〜十万億土の祈り唄〜」(2017年)
- ミュージカル「ナミヤ雑貨店の奇蹟」(2017年) - 水原セリ 役
- うた物語「手のひらを太陽に」(2016年)
- ミュージカル「牡丹さんの不思議な毎日」(2014年)
- こわっぱちゃん家「都合」(2024年 アトリエファンファーレ高円寺）
- 演劇ユニット concon「Run for your Wife」(2024年アトリエファンファーレ高円寺)
- なかないで、毒きのこちゃん「シアター・アタック・トルネード・アフター・トゥモロー」(2024年 ステージカフェ下北沢)
- 日本劇団協議会「杳たる月」(2024年 浅草九劇）
- 日本劇団協議会「みえないくに」(2024年 東京芸術劇場シアターイースト）
- teamキーチェーン「ゆらりゆられ」(2023年 吉祥寺シアター）
- こわっぱちゃん家「きき手の不器用」(2023年 シアター711）
- Alexandrite Stage「CHICACO」(2023年 キンケロシアター、一心寺シアター)
- ぱすてるからっと×劇団空感演人「フェイクワンダーランド 」(2023年 Air studio）
- 村松みさきプロデュース「ミルキーウェイ」(2023年 王子小劇場)
- TOKYOハンバーグ「ハミダシタ 青空ヲ サガシテ ボクラハ」(2022年 座・高円寺)
- オハ劇初めの一歩公演 「モーニングコール屋」(2022年 コフレリオ新宿シアター)
- TremendousCircus「女の子は死なない 実録演劇犬鳴村／男尊演劇死滅譚」(2022年 シアターシャイン)
- 三ツ星キッチン「mother」(2020年 ザ・ポケット)
- ENGISYA CONPANY「春の終わりに」(2022年 ENGISYA)
- ぱすてるからっと×空感演人 舞台「Juliet」(2022年 両国 Air studio)
- teamキーチェーン「朝ぼらけ」(2022年 吉祥寺シアター)
- ぱすてるからっとproduce 舞台「天明高校サイエンス部！」(2023年 シアターグリーン)
- スズキプロジェクトバージョンファイブ「川岡が来ないZ!!」(2021年 テアトルBONBON)
- こわっぱちゃん家「余白の色彩」(2020年 シアター711)
- 三ツ星キッチン「LOVE femme」(2020年 アトリエファンファーレ東池袋)
- LIVEDOG GIRLS「LOCK DOWN」(2020年 新宿村LIVE)
- Tambourine STAGE「天満月のネコ」(2020年 シアターサンモール)
- 感情7号線「スノー・ドロップ」(2020年 劇場HOPE)
- Nippon 朝女芝「My Plase」(2020年）
- スズキプロジェクト バージョン5「壁に挟まった男」(2019年 劇場MOMO)
- こわっぱちゃん家「先天性promise」(2019年 下北沢「劇」小劇場)
- 三ツ星キッチン本公演「HOME」(2019年 日暮里d-倉庫)
- スズキプロジェクト バージョン5「プラネタジャッジ」(2019年 駅前劇場)
- 劇団水中ランナー「追想と積木」(2018年 ワーサルシアター)
- ティライオット「モーニング・ディナー」(2018年 中野スタジオあくとれ)
- DEAD STOCK UNION 「せつなかったり うれしかったり」(2018年 ウッディシアター中目黒)
- HITOYASUMI vol.9 「恋も知らないで」(2018年 下北沢シアター711)
- 山口ちはるプロデュース「勝手にPV」(2017年）
- 劇団裏長屋マンションズ「食事処さつき」(2017年)
- ティーライオット「トライアル」(2017年)
- teamキーチェーン「しろつめくさ　の、はなかんむり」(2017年）
- 劇団水中ランナー「海を想う」(2016年)
- 舞台版「東京ボーイズコレクション 〜愛の唄〜」(2016年）
- 100点unチョイス本公演「誰かが彼女を知っている」(2016年)
- 漫劇!!×早稲田大学ヒューマノイド研究所「漫劇!!手塚治虫　第一巻」(2015年)
- 見上げたボーイズプロデュース「夢を売る男たち」(2015年)
- Gripperプロデュース「天満月のネコ」(2014年)

### テレビ
- 連続テレビ小説 あんぱん 98回、99回、100回（2025年、NHK総合）
- CX「奇跡体験!アンビリバボー 真冬のミステリー2時間SP」(2023年)
- NHK 「逆転人生〜日本初のシワとり化粧品〜」(2019年）
- NHKドラマ10「透明なゆりかご」第4話(2018年)
- TBS 深夜ドラマ「ファイナルファンタジーXIV 光のお父さん」(2017年)
- NTV「解決!ナイナイアンサー」(2016年)
- NTV「愛され女と独身有田」(2015年)

### 映画
- team キーチェーン「すって。はいて。」（2020年）
- それぞれの希望のカタチHopeful!「action」(2014年)

### その他
- BEAMS 40周年記念プロジェクト「TOKYO CULTURE STORY 」(2016年)